# 対数周期アンテナ

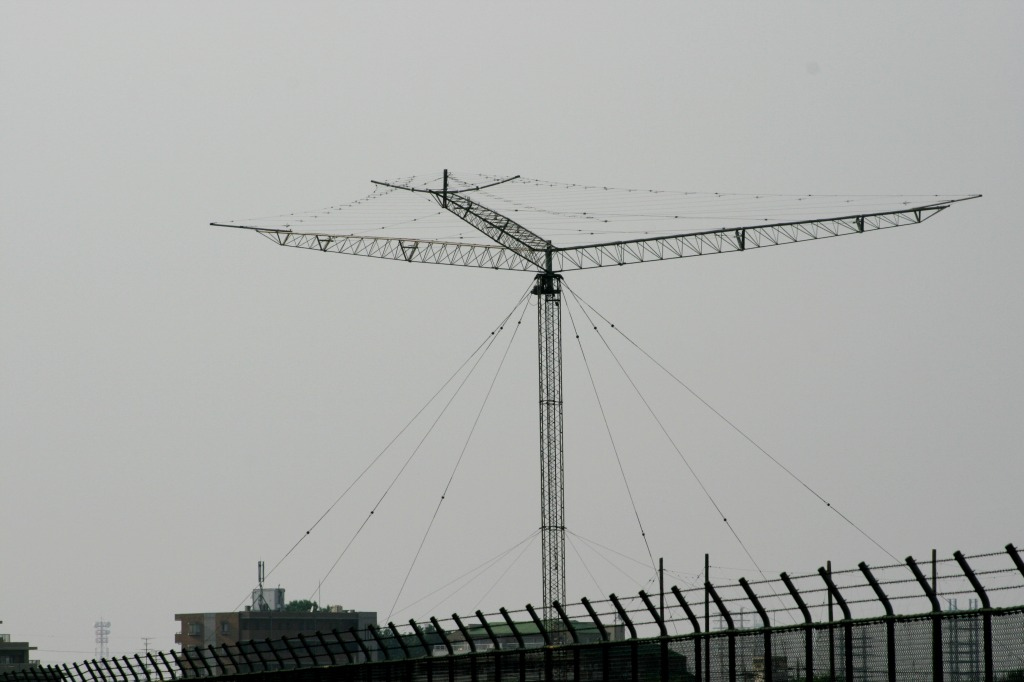
LPアンテナ 2008年撮影

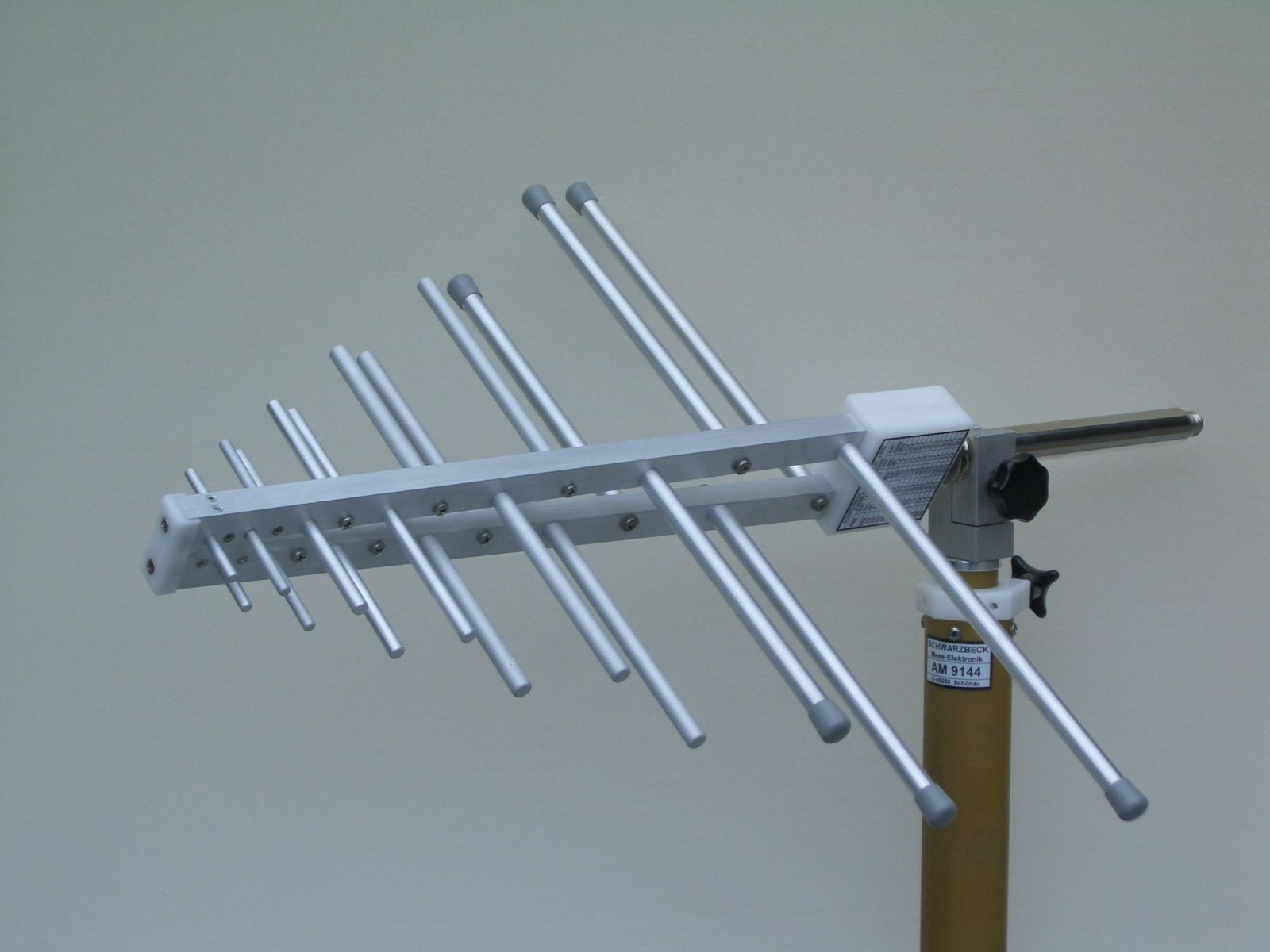
250–2400 MHzの対数周期アンテナ

対数周期アンテナ（たいすうしゅうきアンテナ、英: log-periodic antenna）は、アンテナの一種である。ログペリオディックアンテナ、ログペリ、LP、LPDA（Log-Periodic Dipole  Array）とも呼ばれる。使用可能な周波数帯域が広く、鋭い指向性があり、多数のエレメントを持つアンテナである。インピーダンスと放射の特性は励起周波数の対数関数として規則的に繰り返す。併し、このアンテナの広帯域性は、対数周期形状自身によって生ずるのではなく、 自己補対アンテナの定インピーダンス性に基づいて誘導されたものである。対数周期アンテナは、自己補対アンテナに変形近似をほどこした、変形近似自己補対アンテナの一種である。
八木・宇田アンテナと似た構造ではあるが、原理は全く異なっており、隣り合うエレメント同士を逆位相に給電する。これは交差給電と呼ばれており、自己補対アンテナの折りたたみ変形による必然的な結果として得られるものである。隣り合うエレメントの長さと間隔は対数関数的に増加している。
併し、IEEEの「電気・電子用語の標準辞典」によれば、対数周期アンテナ（Log-periodic antenna）のインピーダンスと放射特性は、対数周期的に変化を繰り返すアンテナであって、ブロードバンド・アンテナにはなり得ないアンテナである。この様な状況にあるので、用語の乱用による混乱は避ける様に注意すべきである。